# Juriens
Juriens is een gemeente en plaats in het Zwitserse kanton Vaud, en maakt deel uit van het district Orbe.
Juriens telt 258 inwoners.